# Aurore Dessureault-Descôteaux
Pour les articles homonymes, voir Dessureault.
Aurore Dessureault-Descôteaux (née le 10 mai 1926, à Saint-Narcisse et morte le 24 avril 2015 à Grand-Mère) est une journaliste, historienne et romancière québécoise. Elle fut désignée « femme canadienne-française de l'année » par le magazine Châtelaine, en 1969.
On lui doit notamment le feuilleton télévisé Entre chien et loup, diffusé pour la première fois en 1984, qui raconte la vie rurale des Québécois du début du XXe siècle. Ce feuilleton a ensuite été transposé en roman.

## Biographie
Aurore Dessureault-Descôteaux naît dans la municipalité de St-Narcisse le 10 mai 1926 au Québec. Elle est la deuxième d’une famille de dix enfants. Sa mère, Cora, née L’Heureux à Waterbury, est sage-femme. Son père Hygin lit la bible et s’intéresse à la politique. « À la résidence de Laurier, à Arthabaska, il prononce le discours d’accueil à William Lyon Mackenzie King, chef libéral du Canada et successeur de Wilfrid Laurier » mais renonce à cette carrière pour se consacrer à l’agriculture sur la terre ancestrale, restant néanmoins conseiller municipal, marguillier, président de la commission scolaire, etc. Grand conteur, il agrémente les longues soirées familiales de ses récits et légendes.
La jeune Aurore va à l’école du troisième rang. Elle fait montre, très jeune, de connaissances étendues grâce à son père qui enseigne à ses enfants la biologie, le soin par les plantes, la politique, etc. À l'âge de seize ans, Aurore fait la rencontre de celui qui deviendra son époux et qui partagera sa vie pendant cinquante-quatre ans, Rosario.
Le couple vivra toute sa vie à Grand-Mère et aura huit enfants.
Au début des années 1950, elle souffre d'une maladie pulmonaire dont les médecins de l'époque lui affirment qu'elle est incurable. Pendant plusieurs années, elle lit tout ce qui lui tombe sous la main, livres, essais, journaux dont Le Soleil et La Presse. Durant cette même période, elle écrit régulièrement sur ce qui l'inspire, ses joies, ses inquiétudes, ses sentiments, tout ce qui lui vient en tête, comme une sorte de journal.
Engagée socialement, très jeune elle sera membre de la Ligue ouvrière catholique (LOC) et ce, pendant vingt ans, puis membre du Mouvement des travailleurs chrétiens, vice-présidente du comité féminin de la Confédération des syndicats nationaux.
En 1960, elle écrit une lettre aux lecteurs du journal Le Nouvelliste : D'où vient l'argent de la caisse électorale. En 1963, elle participe à un concours de contes de Noël dans ce même journal : Prière de l'Enfant Jésus et gagne une mention spéciale et un montant de cinq dollars, son conte étant publié,. Elle continue à écrire des recueils de poésie et des textes sur l’histoire à la suite de cette parution.
De 1965 à 1967, elle mobilise le public autour du projet d'une bibliothèque pour la ville de Grand-Mère. Elle participe aux séances du Conseil de ville, défendant ce projet tant et si bien que la bibliothèque municipale voit le jour en 1967.
En 1969, elle participe au concours de Madame Châtelaine, organisé par le magazine du même nom. Elle gagne le premier prix : « Femme canadienne-française de l’année », et fait la une. Au mois d'août 1969, elle est invitée à participer à la neuvaine de l'Assomption au Cap-de-la-Madeleine et devient la première femme à prononcer une homélie au Sanctuaire Notre-Dame-du-Cap, avec le thème : Une vie qui certainement réussira. Elle dira : « Quand je vois tout ce qu'on fait pour obtenir la paix, soulager la faim et toutes les souffrances physiques et morales, tout cela donne espérance . »
Au cours des années 1970, Aurore Dessureault-Descôteaux, férue de patrimoine québécois et de l'histoire, fait de la recherche dans les villages, auprès des gens, sur les valeurs traditionnelles québécoises. En 1971, elle est invitée à participer à l'émission de télévision de Radio Canada, Femmes d'aujourd'hui. La même année, elle est directrice et animatrice au Projet d'animation communautaire. En 1973, elle fait partie de l'équipe qui met sur pied un Centre de plein air à Grand-Mère, centre où elle est coordonnatrice.
En 1974, elle écrit une lettre dans le journal Le Libérateur, intitulé La Femme et le Marché du travail, sur le droit des femmes à travailler.  Toujours en 1974, la Fédération des femmes du Québec organise un concours portant sur l'évolution de la femme au Québec, sous le thème Où en sommes-nous ? Elle envoie un texte La Québécoise et son évolution. Son texte est déclaré hors catégorie, mais elle reçoit une mention spéciale du jury des mains du ministre Lalonde.
En 1976, elle suit des cours de graphologie : son diplôme lui permettra d'aller dans les « Salons d'artisans », dans des soirées et de faire de la grapho-analyse pendant quelques années. La même année (1976), elle fait de l'animation auprès des personnes âgées sur le projet de pré-retraite. En 1977, elle est membre du comité fondateur du premier festival des Artisans à Grand-Mère et elle est animatrice, recherchiste et intervieweur pour la télévision communautaire de Grand-Mère. Toujours en 1977, elle participe au concours organisé par la chaîne FM de la radio de Radio-Canada : écrire une émission dramatique d'une demi-heure pour l'émission La Fenaison. Son texte, Avant l'automne est diffusé et raconte l'histoire d'un couple de personnes âgées, Célina et Narcisse, qui vieillit dans le fond d'un rang après avoir élevé dix filles et garçons. Pendant plusieurs mois, elle avait recueilli les dialogues regroupés dans son texte chez ses parents : Hygin, âgé de 86 ans et Cora, 77 ans.
Passionnée d’histoire, elle fait de la recherche auprès de deux cents familles québécoises, pour remonter aux sources. Elle apprend ainsi « la mentalité et l’humour de nos vieux… et à percevoir l’âme du temps. » Elle prépare deux monographies sur le sujet. En 1978, elle s'inscrit à des cours de français à domicile de l'Université de Montréal et elle obtient ses crédits. À la suite du succès de son texte Avant l'automne, elle rassemble tous les personnages de ses œuvres (Ti-Gus Collo, Sautreau, Joseph Bernier, Célina, Hubert, Arthur, Laïse, etc.) et leur donne un nouveau moyen de communication, le téléroman, soumettant en 1978 son projet de téléroman historique Entre chien et loup à Radio-Canada qui refuse son projet (deux ans plus tard, Radio-Canada mettra plutôt en onde le téléroman historique Le Temps d'une paix). En 1978-79, elle remanie son projet qui deviendra plus tard le téléroman connu à Télémétropole.
Comme journaliste, « elle rédigea… plusieurs articles sur l'ancien temps pour la revue Image de la Mauricie » de 1978 à 1979. Ensuite, elle devient agent d'information, publiciste à Grand-Mère et travaille sur la collecte de données pour le recueil de biographies des femmes importantes de la ville de Grand-Mère, ce qui donnera la monographie Passé, présent au féminin écrit en collaboration avec Yolande Buist-Bordeleau et publié en 1979. Elle travaille, en 1980, comme directrice d'un organisme de dépannage pour personnes âgées.
En 1982, elle travaille à la mise sur pied d'un Centre de Femmes à Shawinigan.  La même année, elle publie à compte d'auteur, le récit du rang où elle est née : St-Narcisse, Histoire du Troisième Rang, En suivant les roulières ». Elle dédie son livre à son père Hyggin, alors âgé 86 ans, et qui était présent lors du lancement.
En 1984, son projet de téléroman qui avait été refusé par Radio-Canada en 1978, est accepté par un autre diffuseur : Télémétropole. On y retrouve les personnages qui lui sont chers. Ce téléroman deviendra entre  1984 et 1992, le téléroman à succès Entre chien et loup, émission qui se tiendra en tête des cotes d’écoute pendant toutes ces années. « Plus de trois millions de téléspectateurs suivaient Entre chien et loup les lundis soirs. Le téléroman raconte l’histoire d’une famille québécoise au début du XXe siècle vivant dans un petit village de la Mauricie ». « Entre chien et loup est basé sur « l'histoire de son grand-père qui disait constamment que l'argent était aux « États » et qui, lorsque les temps étaient difficiles, bouclait ses bagages et partait gagner de l'argent pour faire vivre sa famille. ». Les scènes intérieures étaient tournées dans les studios de TVA sur la rue Maisonneuve. Les scènes extérieures étaient tournées majoritairement au Village québécois d'antan, à Drummondville.
En 1985, elle publie son roman Entre chien et loup, Lauriane mon amour. L’histoire de ce livre repose sur une histoire vraie : une jeune fille qui épouse son oncle. Cette histoire est basée sur la vie de la tante d’Aurore Dessureault-Descôteaux qui avait épousé son propre oncle.
Elle reçoit un prix de l’Association France-Canada pour sa version de la légende mauricienne de Ti-Gus Collo (un personnage qui est présent dans son téléroman).
De 1988 à 1996, Aurore Dessureault-Descôteaux donne des conférences de la Gaspésie à l’Abitibi, de la Côte-Nord à l’Estrie, parcourant la province pour transmettre ses connaissances et sa philosophie.
À la fin des années 1980 et au début des années 1990, elle collabore à la chronique : Sous le signe des temps, du journal Le Nouvelliste.
Toute sa vie elle s’intéresse à l’histoire et elle dira : « Ce n’est pas pour faire un retour en arrière que j’écris sur le sujet, mais plutôt pour récupérer la philosophie de nos ancêtres ».
Elle meurt le 24 avril 2015 à Grand-Mère.

## Écrivaine
Son goût d'écrire, Aurore Dessureault-Descôteaux l'a dès son plus jeune âge. Son père, agriculteur, allait vendre ses produits au marché de Grand-Mère et en rapportait des revues dont La revue Moderne  dans laquelle elle découvre le poème  de Paul Géraldy : Baisse un peu l'abat-jour, poème qui la touche profondément. Elle dit : 

« Est-ce possible que de si simples mots véhiculent d'aussi beaux sentiments : Baisse un peu l'abat-jour, veux-tu ? / Nous serons mieux; / C'est dans l'ombre que les cœurs causent. »

La lecture de ce poème est l'élément déclencheur de sa carrière d'écrivaine.

## Vie sociale
Elle s’implique dans son milieu de façon intensive : 

« … elle collaborera à la fondation de l’Aféas Saint-Paul de Grand-Mère. Elle pilotera le projet d’une bibliothèque municipale dans la ville du rocher (Grand-Mère). Elle sera l’instigatrice du Festival des artisans. Présidente fondatrice du comité d’animation de la bibliothèque Hélène B. Beauséjour, elle a donné des cours de formation religieuse au P.EP. de Shawinigan. Animatrice à Nouveau Départ au Cégep de Shawinigan, elle donne également des cours de formation de bénévoles en plus d’être une conférencière recherchée, etc. »

## Conférencière
De 1980 à 2015, Aurore Dessureault-Descôteaux donne des conférences de la Gaspésie à l’Abitibi, de la Côte-Nord à l’Estrie, parcourant la province pour transmettre ses connaissances et sa philosophie.

## Œuvres littéraires
- Passé et Présent au Féminin, avec Yolande Buist-Bordeleau, Éditions du bien public, 1979.
- St-Narcisse, Histoire du Troisième Rang en suivant les roulières, Édition : Publicité Paquet Inc, Shawinigan, 12 octobre 1982, 246 pages[3]
- Entre chien et loup, Lauriane mon amour, Les éditions Flammarion Ltée-CFTM 10, 1985, Montréal, 217 pages  (ISBN 2-89077-027-3)

## Théâtre
Elle écrit trois pièces de théâtre :
- Marche par-là Graziela (1988)
- Du foin pour les Mongrain (1989)
- La revanche de Graziela (révisée le 25 mars 1991)

## Radio
- Avant l'automne, texte dramatique gagnant d’un concours organisé par la radio de Radio-Canada pour la série La Fenaison

## Télévision
- Entre chien et loup, téléroman (1984-1992)[18]

## Mentions, honneurs et prix
- 1963 : Mention pour son texte  Prière de l'enfant Jésus, un conte de Noël soumis lors d'un concours organisé par le quotidien Le Nouvelliste.
- 1969 : Nommée femme canadienne de l'année, par le magazine Châtelaine.
- 1969 : Première femme à prononcer une homélie directement de la basilique Notre-Dame-du-Cap.
- 1973 : Mention spéciale pour son texte La Québécoise et son évolution, à la Fédération des femmes du Québec